# Xantatge a Tulsa
Xantatge a Tulsa (títol original: Keys to Tulsa) és una pel·lícula estatunidenca dirigida per Leslie Greif el 1997. Ha estat doblada al català.

## Argument
De retorn al país, Richter es troba acorralat entre les diverses personalitats que ha tingut altre temps, en particular pel fet de les seves diverses relacions femenines. Un tema de xantatge a la qual està lligat per casualitat li ha de permetre sortir-se'n, però a quin preu.

## Repartiment
- Eric Stoltz: Richter Boudreau
- James Spader: Ronnie Stover
- Deborah Kara Unger: Vicky Michaels Stover
- Joanna Going: Cherry
- Michael Rooker: Keith Michaels
- Randy Graff: Louise Brinkman
- Mary Tyler Moore: Cynthia Boudreau
- James Coburn: Harmon Shaw
- Peter Strauss: Chip Carlson
- Cameron Diaz: Trudy (alguns minuts abans dels crèdits del començament)